# Dephomys eburneae
Dephomys eburneae — вид гризунів родини мишевих. Він зустрічається в Кот-д'Івуарі, можливо, в Гані та Ліберії. Його природні середовища існування — субтропічні або тропічні вологі рівнинні ліси та субтропічні або тропічні болота.

## Морфологічна характеристика
Тварина з голови та тулуба від 120 до 142 мм і довжиною хвоста від 182 до 203 мм, важить від 47 до 59 грамів. Довжина задніх лап становить від 26 до 28 мм, а вуха — від 18 до 20 мм. Довге хутро має червонувато-коричневе забарвлення зверху з великими темними плямами, а круп і іноді інші ділянки мають яскраво-помаранчевий відтінок. Хутро знизу переважно сіре. Вузький чорний хвіст покритий лускою і короткою щетиною. На руках чотири пальці, а на ногах п'ять.

## Спосіб життя
Кілька наявних даних свідчать про нічний спосіб життя з частинами рослин і комахами як їжею. Вид, ймовірно, живе на землі та іноді на деревах.